# Classe Québec
La classe Québec est le code OTAN pour une classe de sous-marins soviétiques à propulsion uniquement Diesel. La désignation soviétique de cette classe est Projet 615. Cette classe correspond à de petits sous-marins d'attaque côtière développés dans les années 1950.

## Historique
En 1912, un nouveau système de moteur à combustion interne, en cycle fermé avec un approvisionnement en oxygène, fut développé. Incorporant cette technique, le sous-marin expérimental M-401 fut lancé le 1er juillet 1941. Les essais du sous marin expérimental continuèrent jusqu'à la fin de la Seconde Guerre mondiale, aboutissant finalement au projet 615.
Les sous-marins de la classe Québec étaient équipés de deux moteurs Diesel classiques et d'un troisième moteur Diesel en cycle fermé qui utilisait de l'oxygène liquide pour fournir une propulsion anaérobie quand le sous marin était en plongée. Le système permettait une importante vitesse, mais augmentait considérablement le risque d'explosion ou d'incendie.
Le M-256 fut perdu à cause de cela. Les équipages parlaient de ces sous marins comme étant des « briquets » ou des « allumettes ».
Trente furent construits entre 1952 et 1957 sur les cent prévus, avant que le projet ne soit abandonné et que l'Union soviétique ainsi que les États-Unis ne développent des sous marins à propulsion nucléaire. Les derniers furent retirés du service dans le courant des années 1970.